# ローラント・フライスラー
ローラント・フライスラー（Roland Freisler、1893年10月30日 - 1945年2月3日）は、ドイツの法律家、裁判官。
第二次世界大戦中、ナチス政権下のドイツにおける反ナチス活動家を裁く特別法廷「人民法廷」の長官を務め、不法な見せしめ裁判で数千人に死刑判決を下した。

## 経歴

### 弁護士になるまで
1893年10月30日、プロイセン王国ツェレにアーヘン王立建築学校で教官を務める技術者の父ユリウス・フライスラー、母シャルロッテ・フライスラーの長男として生まれる。
1912年にイェーナ大学で法学の勉強を始めたが在学中に第一次世界大戦が勃発して軍に志願、士官候補生、次いで少尉として従軍し、1915年にロシア軍の捕虜となってシベリアの捕虜収容所に送られている。
収容所内でうまく立ち回り、1917年にロシア革命が起きた後は、ウクライナでボリシェヴィキの政治委員を務めていた。この共産主義者だったという前歴は、後のナチ党政権下で彼に対する陰口のネタになった。ヒトラーからも「あの元ボリシェヴィキ」と侮蔑されたという逸話もあり、フライスラーは終生これに悩まされたという。
終戦後の1920年、ドイツに帰還。イェーナ大学に復学し、1922年に法学博士号を取得。従軍期間のブランクを考えれば速い博士号取得といえる。1924年に司法官試補の修習を終えるとカッセルでやはり法律家だった弟オスヴァルト・フライスラーと共に法律事務所を開設した。兄のローラントは刑事弁護専門で、弟のオスヴァルトは主に民事事件を担当した事務所だった。ローラントは瞬く間に刑事事件専門の一流弁護士として名を馳せた。

### ナチ党顧問弁護士
1923年のミュンヘン一揆の裁判を傍聴して一揆首謀者のナチ党党首アドルフ・ヒトラーに強く惹かれたという。ヒトラーが投獄され、ナチ党も禁止されていた1924年に「民族社会主義ブロック」（ナチ党の偽装政党大ドイツ民族共同体とドイツ民族自由党の選挙戦共同組織）に参加し、同党からカッセル市議会議員に当選した。のちにはヘッセン・ナッサウ州議会議員にもなる。
翌1925年に再建されたナチ党に入党。党員番号は9,679だった。以降ナチ党お抱えの顧問弁護士となる。
ヴァイマル共和政期のドイツは各党が私兵組織（ナチス党の突撃隊や親衛隊以外にも、共産党の赤色戦線戦士同盟や社会民主党の帝国国旗団、国家人民党の鉄兜団、前線兵士同盟など）を擁していたので政治的暴力活動が後を絶たなかった。ナチ党の突撃隊員も多くの者が暴力行為を働いた容疑で裁判にかけられていた。そのためフライスラーの仕事が絶えることはなかった。1931年9月にはベルリン突撃隊指導者ヴォルフ＝ハインリヒ・フォン・ヘルドルフ伯爵とカール・エルンストが反ユダヤ主義暴動を組織した廉でベルリン警察に逮捕されて裁判にかけられたが、フライスラーが弁護士に付いて辣腕をふるった結果、軽い判決で済んでいる。
1928年に結婚し、二男をもうける。
1928年のナチス地区指導者による党中央への報告では「演説者として優れたレトリックを持っている。大衆向きではあるがよく考える人には拒絶されるだろう。フライスラー同志は演説者としては使えるが、指導者としては信用できず他の意見に流されやすいため不適格である」と評されている。彼はナチス突撃隊で士官の階級だったが、1934年の「長いナイフの夜」以降は突撃隊から離れている。
1932年にはプロイセン州議会議員に当選。

### ナチ党政権誕生後
ナチ党が政権を獲得したのちの1933年2月にプロイセン州司法省局長に就任。フライスラーは3月にカッセルからベルリンへ移るにあたってライバルだったユダヤ人弁護士マックス・プラウドの自宅に突撃隊員を差し向け、彼を自宅から引きずり出した。プラウドは突撃隊員に鞭で打たれながら街中を走り回らされ、この一週間後に死亡した。フライスラーの最初の犠牲者であった。
1933年6月にはプロイセン州司法次官に昇進した。また1934年からは中央政府の司法次官を兼務した。その職責で、司法のナチ化を進め、ナチ党を支持しない判検事は罷免しかわりにナチ系の弁護士らを判検事に任命した。1933年末に司法大臣フランツ・ギュルトナーと法律問題担当国家弁務官ハンス・フランクが「刑事委員会」を組織して国家社会主義的な新刑法創設の作業をはじめると、フライスラーはフランクが定めた国家社会主義的スローガンを条文にする役割を果たした。今日のドイツ刑法にも一部が残っている。
優れた法律知識を持ち熱心なナチ党員でありながら、次官で出世が止まっていたのは、彼が独善的で後援者がいなかったこと、弟オスヴァルトがナチ党員でありながらカトリック教会の反ナチ活動家を弁護して無罪判決を勝ち取り、党の威信を下げたことなどが指摘されている。弟オスヴァルトはヒトラーの怒りを買って党を除名され、1939年3月に自殺とも殺人とも言われる不審死をしたが、彼自身はヨーゼフ・ゲッベルス宣伝相のとりなしを受けている。フライスラーとゲッベルスはナチス左派という立場で近かったためであるとされる。
第二次世界大戦中の1941年にギュルトナーが司法相在職のまま死去。フライスラーはその後任となることを希望し、ゲッベルスがヒトラーにフライスラーを司法相に起用するよう提案してくれたが、ヒトラーは「元ボルシェヴィキ？ありえない」と述べて却下したという。1942年1月20日のヴァンゼー会議には司法省代表で出席している。
1942年8月20日、民族裁判所（人民法廷）長官オットー・ティーラックが法相に起用され、その後任としてフライスラーは人民法廷長官となった。この異動に関してティーラックは反対したものの、ヒトラーは「いや、フライスラーを君の後釜にしようというわけではないのだ。これは私があの元ボルシェヴィキにやる最後のチャンスなのだ」と述べたという。

### 死の裁判官

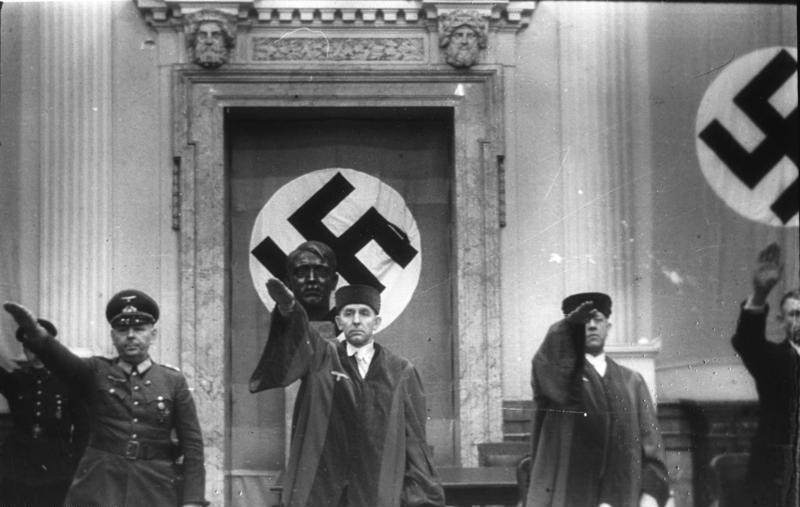
ヒトラー暗殺未遂事件の人民法廷におけるフライスラー（中央の法服姿の人物）

人民法廷は、国家反逆罪の被告を裁くため1934年に設置されたもので、後に扱う刑法の範囲が拡大されている。一審制でしかも法律に『人民法廷の判決に対しては、いかなる法的対抗手段も許さない』と書かれていたほどの厳しいものであった。フライスラーの長官就任後、人民法廷の裁判における死刑判決の数が激増し、彼が担当した裁判の9割は死刑あるいは終身禁固刑判決で終わっている。たいてい、判決は開廷前から決まっていた。彼の長官在任中に人民法廷は約5000件の死刑判決を下したが、うち2600件はフライスラー自身が裁判長を兼任する第一小法廷が下したものである。この死刑判決の数は、人民法廷が設置された1934年から1945年の期間中、他の裁判長により下された死刑判決の合計よりも多い。
その裁判は不当なものだった。フライスラーが怒号するように罪状をあげつらう中、被告はほとんど弁護をさせてもらえず、反論も許されない。白バラのメンバーの際の裁判が物語るように、弁護人は形式的に存在するだけだった。フライスラー裁判長は被告とのやり取りで「"Ja"(はい)か"Nein"(いいえ)か！明確に答えろ！」と高圧的に臨み、また被告の言葉の端々を捉え話をすり替えたりして、裁判を被告の不利な方向に持っていった。
とりわけ1944年7月20日に起きたヒトラー暗殺未遂事件の被告に対する裁判の際は甚だしく、プロパガンダ映画のため記録しようとしても、彼の怒号のせいで被告の声を録音することが不可能なほどであった。特に、ウルリヒ・ヴィルヘルム・シュヴェーリン・フォン・シュヴァーネンフェルトに対するやり取りの映像は有名で、ヒトラー暗殺計画を取り扱うテレビ番組などで非常によく流される。この映画は、あまりにも狂人じみたフライスラーの態度が、国民に被告人らへのシンパシーとナチスへの不信感を抱かせるおそれがあるという理由で公開されることはなかった。また被告の一人エルヴィン・フォン・ヴィッツレーベンは法廷でベルトやズボン吊りを外され、衆人環視の中笑いものにされた。ヒトラー暗殺計画の参加者のほか、「白バラ」のメンバーなど反ナチス抵抗運動の参加者たちも彼の不当な裁判で裁かれ、処刑されていった。

### 死とその後
1945年2月3日、ファビアン・フォン・シュラーブレンドルフに対する裁判中、裁判所がアメリカ軍の空襲に遭い、瓦礫の下敷きとなったフライスラーは裁判所前の路上において死体で発見された。発見された当時、フライスラーの死体はシュラーブレンドルフのファイルを抱えたままだったという。フライスラーの死亡を確認した医師は、フライスラーによって死刑判決を下された者の兄という皮肉なものだった。彼の後任にはヴィルヘルム・クローネが就任したが、彼はフライスラーよりもはるかに穏健派であり、シュラーブレンドルフの罪状を取り消している（ただし終戦まで釈放はされなかった）。
フライスラーの遺言によると、2つの不動産がマリオン・フライスラー夫人の所有であり、遺産ではないとされていた。しかし、両不動産は戦後没収され、後になって遺産への賠償金10万マルクの代償だと説明された。未亡人が異議を出したが、連合軍の審査機関は異議を認めなかった。
戦後、夫人は姓を結婚前のものに戻し、戦争中の夫の行いについて知ろうとはしなかった。1985年になって、フライスラーの未亡人に対する年金支給額が1974年に400マルク引き上げられていたことが報じられた。年金庁はマスコミに引き上げの理由を問われ、フライスラーの専門的知識を考えれば戦後高位に就いたはずなので、夫人も高額の年金を受ける権利を有すると答えた。この措置がバイエルン州議会で問題となったが、バイエルン州政府は（道義的にはともかく）法的には問題ないと判断した。司法界では戦後もナチス時代との連続性があったことが指摘されていたこともあり、「過去とどう向き合うか」について西ドイツ社会で大きな議論を呼んだ。未亡人が死去した1997年になり、戦争犠牲者への年金を定める法律が改正され、ナチス時代に人道に対する罪を犯した者、あるいは法治国家の原則に反した者は、当時の職務に対する功労の年金が遺族にも支給されないことになった。

## 人物
- 感情的で気まぐれと評判だった。政治的敵対者でない者が個人的に交友する分には好人物だったが、機嫌が悪いと横柄になることが多かったという（政治的敵対者には常に横柄であった）[23]。
- 彼は他の党幹部から怪しげな共産主義者という疑いの目でいつも見られていた。それ故に彼は誰よりもナチス的でなければならなかった[24]。しかし彼に好意を抱いてくれた党幹部は少ない。ハイドリヒは彼のことを「不潔な役者」と呼び、ヒムラーに親衛隊に入隊させないよう頼んだ。ボルマンも「異常者」と呼んで彼を嫌った。しかしゲッベルスだけは比較的好意的であり、ギュルトナーの死後、フライスラーを法相に推薦している。ゲッベルスは彼に「同種」の匂いを嗅ぎつけていたという[13]。

## 語録
- 「我々は司法に於ける装甲突撃隊である」[25]
- 「法の守り手は国民生活を把握しておかねばならない」[25]
- 「ドイツ国民の血が汚されない様、ドイツ司法が厳罰を以て食い止めなければならない」[26]
- 「ドイツ国民の安全のためには極刑が必要である」[26]
- 「判決を下すことではない。国家社会主義の敵を撲滅することが重要なのである」
- 「国家社会主義国家ではもはや権力分立は存在しない。そのライヒは分割されることなく総統の手の内にある」（1933年）[27]
- 「忠誠をこめて。あなたの政治的兵士・ローラント・フライスラー」（1942年10月15日、ヒトラーに宛てた手紙の結び）
- 「自分でも偏った裁判をしていることは嫌なほど理解している。しかしこれも単に政治的な目的のためだ。自らの使えるあらゆる権限を以て1918年の如き事態を繰り返さないことこそ重要なのだ」（1943年10月）
- 「見苦しい！何故ズボンを弄くっているのかね？この薄汚い老いぼれめ！！」（ヒトラー暗殺未遂事件の裁判でエルヴィン・フォン・ヴィッツレーベンに対して）

### 人物評
- 「フライスラーは口だけの人間で、行動が伴わない」（ヨーゼフ・ゲッベルス、1936年8月26日付の日記）
- 「フライスラーは鋭い知性の持ち主だった。ひょっとすると、実際には精神的な基礎はなかったのかも知れない。しかし頭の回転が速くアイデアに富み口達者で、話し方にしても身振りにしても嬉しそうで自慢げだった」「大抵の場合、公判が始まる前に判決は既に決まっているかの様な印象を受けた」（オイゲン・ゲルステンマイヤー、戦後西ドイツの政治家、7月20日事件に関わっていた容疑で投獄され人民法廷で裁判に臨んだ）[28]
- 「革命派の告発者の血を引いている者でさえ、フライスラーほど派手で巧妙で悪魔の様なものはいない」（ルドルフ・ディールス）[28]
- 「裁判官が被告を嘲り笑いものにする安直なやり方は、ドイツ高等裁判所の品位にあまりにそぐわない。こと記録されている一連の発言の中、裁判官が被告ヘプナーに向かって”ロバ”だの”イノシシ狩りの猟犬”だの呼び捨てることが被告に相応しいかについて議論を吹っ掛けていることについては如何なものか、というのもある」（エルンスト・カルテンブルンナー）[29]